# Ня
Ня (яп. ニャ) — у японській мові ономатопея нявкання кішки (аналог українського «няв»). Також інтернаціональний вигук японського походження, що коментує наявність милоти або використовується як специфічне вітання.

## Про звукопонаслідування
Використовується в аніме одним з атрибутів при відігріванні ролей некоседзе. Також використовується для підкреслення кавайності персонажа, найчастіше жіночих або дитячих ролей (персонаж вимовляє «ня» в певній ситуації або в довільній фразі, позначаючи свою схожість з кішкою або ніжний, милий, грайливий образ поведінки). В якості характерних прикладів вживання слова «ня» в мові персонажів аніме можна розглядати аніме-серіали Магічна дівчинка-кішка Таруто і Ді-Гі Карат.